# Fortel-en-Artois
Fortel-en-Artois ist eine französische Gemeinde mit 215 Einwohnern (Stand 1. Januar 2022) im Département Pas-de-Calais in der Region Hauts-de-France. Sie gehört zum Arrondissement Arras, zum Kanton Saint-Pol-sur-Ternoise und zum Kommunalverband Ternois.

## Lage
Die Gemeinde Fortel-en-Artois liegt am Südrand des Artois, ca. 33 Kilometer nordöstlich von Abbeville. Im Osten der Gemeinde wird ein Windpark mit vier Windkraftanlagen betrieben. Nachbargemeinden von Fortel-en-Artois sind Boubers-sur-Canche im Norden, Ligny-sur-Canche im Nordosten, Bonnières im Südosten, Villers-l’Hôpital im Süden, Boffles und Nœux-lès-Auxi im Süden sowie Vacquerie-le-Boucq im Nordwesten.

## Bevölkerungsentwicklung
| Jahr                       | 1962 | 1968 | 1975 | 1982 | 1990 | 1999 | 2006 | 2015 | 2022 |
| -------------------------- | ---- | ---- | ---- | ---- | ---- | ---- | ---- | ---- | ---- |
| Einwohner                  | 208  | 187  | 160  | 186  | 181  | 155  | 205  | 213  | 215  |
| Quellen: Cassini und INSEE |      |      |      |      |      |      |      |      |      |

## Sehenswürdigkeiten

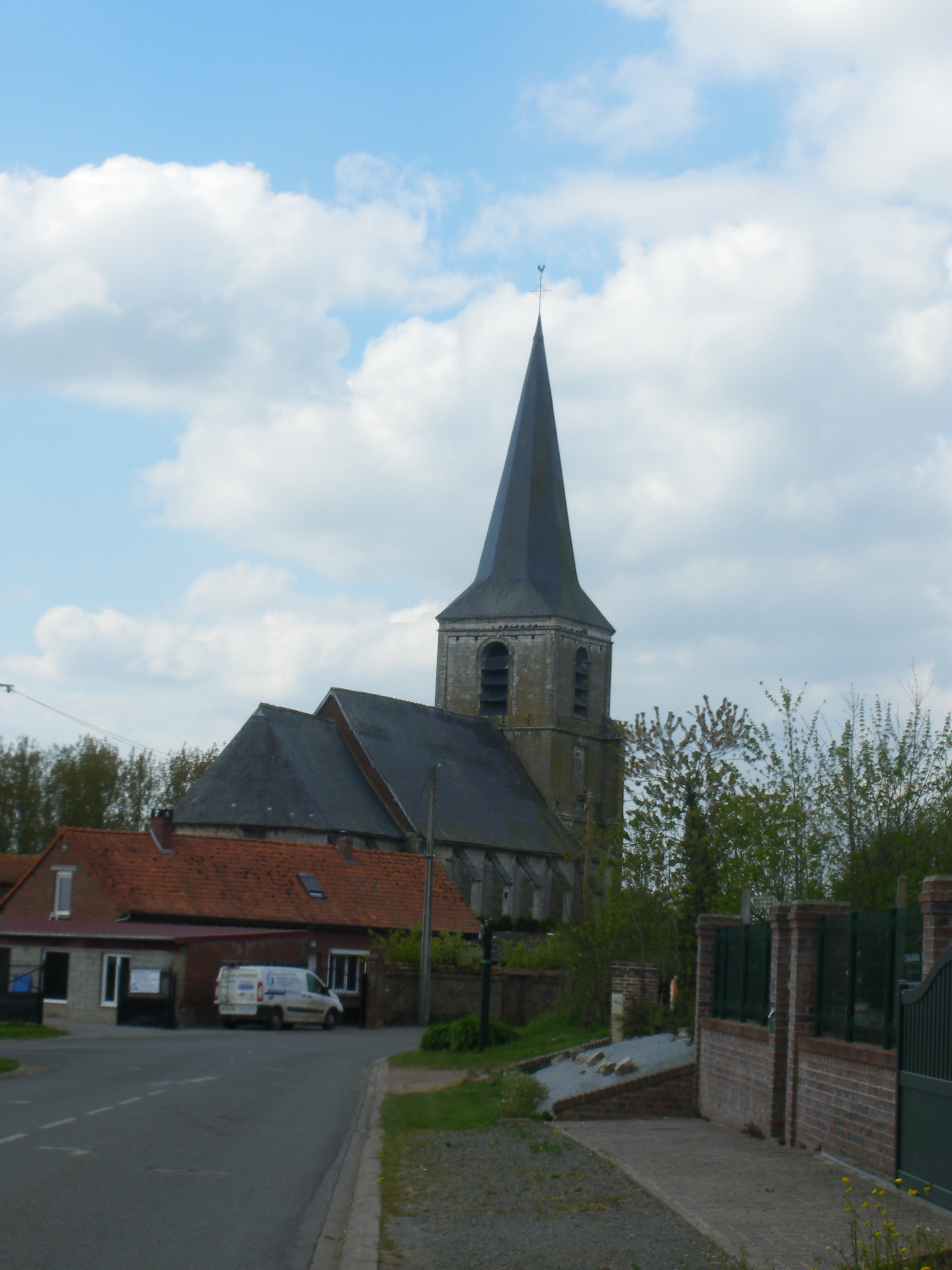
Kirche Saint-Pierre
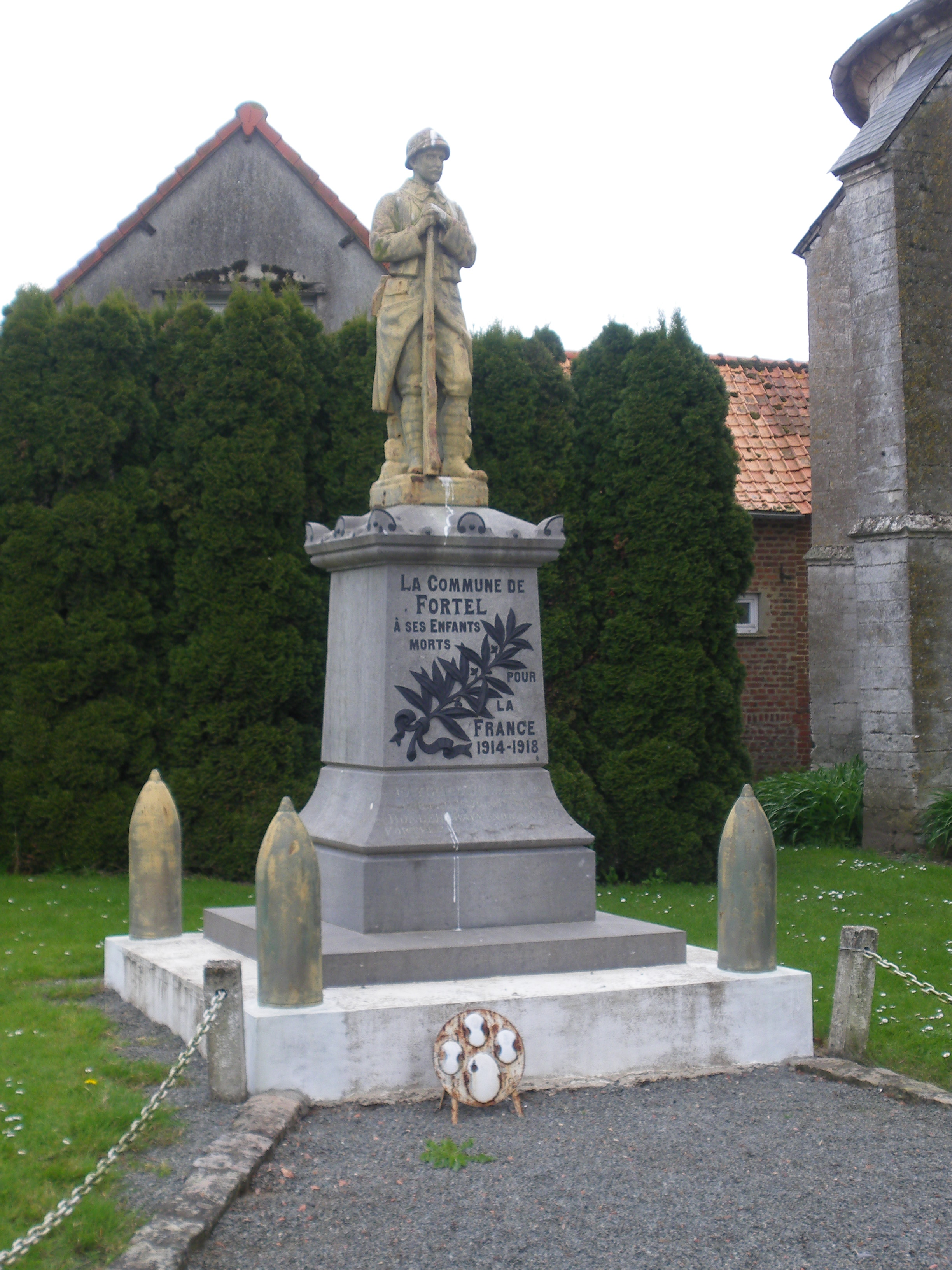
Gefallenendenkmal

- Kirche Saint-Pierre
- Gefallenendenkmal